# Rupert Staudinger
Rupert Staudinger, född 15 juli 1997 i Berchtesgaden i Tyskland, är en brittisk rodelåkare.

## Karriär
Staudinger tävlade för Storbritannien vid olympiska vinterspelen 2018 i Pyeongchang, där han slutade på 33:e plats i herrarnas singel. Vid olympiska vinterspelen 2022 i Peking slutade Staudinger på 23:e plats i herrarnas singel.